# تورا-سان و یادبود روز سالاد
تورا-سان و یادبود روز سالاد (انگلیسی: Tora-san's Salad-Day Memorial) یک فیلم کمدی ژاپنی محصول ۱۹۸۸ به کارگردانی یوجی یامادا است. این فیلم سی و نهمین فیلم از مجموعه محبوب و طولانی‌مدت اوتوکو وا تسورای یو است.
نام فیلم اشاره‌ای است به مجموعه شعرهایی از شاعر و نویسندهٔ ژاپنی ماچی تاوارا تحتِ عنوان «سالگرد سالاد» که در سال ۱۹۸۷ منتشر شد.

## خلاصه
تورا سان در سفرهای خود در ژاپن با یک پزشک زن (یوشیکو میتا) آشنا می‌شود و عاشق او می‌شود، اما از متعهد شدن به یک رابطه می‌ترسد.

## ارزیابی انتقادی
یوشیکو میتا نامزد بهترین بازیگر زن جایزه آکادمی فیلم ژاپن برای بازی در «یادبود روز سالاد تورا سان» شد. کوین توماس در «لس آنجلس تایمز» نقد مثبتی به فیلم داد. سایت آلمانی زبان molodezhnaja به «یادبود روز سالاد تورا سان» چهار ستاره از پنج ستاره می‌دهد و آن را یکی از نکات برجسته سریال می‌داند.